# Лирстал
Лирстал (њем. Lirstal) општина је у њемачкој савезној држави Рајна-Палатинат. Једно је од 109 општинских средишта округа Вулканајфел. Према процјени из 2010. у општини је живјело 220 становника. Посједује регионалну шифру (AGS) 7233224.

## Географски и демографски подаци
Лирстал се налази у савезној држави Рајна-Палатинат у округу Вулканајфел. Општина се налази на надморској висини од 400 метара. Површина општине износи 5,3 km². У самом мјесту је, према процјени из 2010. године, живјело 220 становника. Просјечна густина становништва износи 42 становника/km².